# Узбекистан на летних Олимпийских играх 2004
Узбекистан принимал участие в Летних Олимпийских играх 2004 года в Афинах (Греция) в третий раз за свою историю, и завоевал две золотые, две бронзовые и одну серебряную медали. Сборную страны представляли 69 спортсменов, в том числе 18 женщин.

## Медалисты
| Медаль  | Спортсмен              | Вид спорта | Дисциплина                              |
| ------- | ---------------------- | ---------- | --------------------------------------- |
| Золото  | Артур Таймазов         | Борьба     | Мужчины, вольная борьба, до 120 кг      |
| Золото  | Александр Доктуришвили | Борьба     | Мужчины, греко-римская борьба, до 74 кг |
| Серебро | Магомед Ибрагимов      | Борьба     | Мужчины, вольная борьба, до 96 кг       |
| Бронза  | Баходиржон Султанов    | Бокс       | Мужчины, до 54 кг                       |
| Бронза  | Уткирбек Хайдаров      | Бокс       | Мужчины, до 81 кг                       |

## Результаты соревнований

### Академическая гребля
В следующий раунд из каждого заезда проходили несколько лучших экипажей (в зависимости от дисциплины). В финал A выходили 6 сильнейших экипажей, остальные разыгрывали места в утешительных финалах B-E.
Мужчины
| Соревнование | Спортсмены        | Предварительный заезд | Предварительный заезд | Предварительный заезд | Отборочный заезд | Отборочный заезд | Отборочный заезд | Полуфинал     | Полуфинал     | Полуфинал     | Финал   | Финал   | Итоговое место |
| Соревнование | Спортсмены        | Заезд                 | Время                 | Место                 | Заезд            | Время            | Место            | Заезд         | Время         | Место         | Время   | Место   | Итоговое место |
| ------------ | ----------------- | --------------------- | --------------------- | --------------------- | ---------------- | ---------------- | ---------------- | ------------- | ------------- | ------------- | ------- | ------- | -------------- |
| одиночки     | Владимир Черненко | 3                     | 7:38,27               | 3                     | 3                | 7:13,43          | 3                | Полуфинал D/E | Полуфинал D/E | Полуфинал D/E | Финал D | Финал D | 24             |
| одиночки     | Владимир Черненко | 3                     | 7:38,27               | 3                     | 3                | 7:13,43          | 3                | 1             | 7:13,21       | 3             | 7:23,56 | 6       | 24             |

### Плавание
В следующий раунд на каждой дистанции проходили лучшие спортсмены по времени, независимо от места занятого в своём заплыве.
Мужчины
| Спортсмен      | Соревнование        | Предварительные заплывы | Предварительные заплывы | Полуфиналы | Полуфиналы | Финал     | Финал     |
| Спортсмен      | Соревнование        | Результат               | Место                   | Результат  | Место      | Результат | Место     |
| -------------- | ------------------- | ----------------------- | ----------------------- | ---------- | ---------- | --------- | --------- |
| Сергей Цой     | 400 м вольный стиль | 4:16,91                 | 45                      |            |            | Не прошёл | Не прошёл |
| Никита Поляков | 400 м комплекс      | 5:09,76                 | 36                      |            |            | Не прошёл | Не прошёл |